# Edmundo Lemanski
Edmundo Lemanski (Porto Alegre, 2 de outubro de 1926 – Curitiba, 21 de agosto de 2010) foi um advogado e empresário brasileiro. Foi diretor presidente da RPC.

## Biografia
Gaúcho de nascimento e descendente de poloneses, Edmundo Lemanski nasceu em 1926 e em 1946 transferiu residência para Curitiba. Ao cursar Direito na Universidade Federal do Paraná (UFPR), tornou-se colega de Francisco Cunha Pereira. Desta amizade nasceu uma sociedade que efetivou a compra do jornal Gazeta do Povo que ocorreu no ano de 1962, ficando, Edmundo, responsável pelo planejamento estratégico da empresa.
Edmundo Lemanski faleceu na tarde do sábado, dia 21 de agosto de 2010, aos 83 anos de idade de insuficiência respiratória.